# Nectocaris

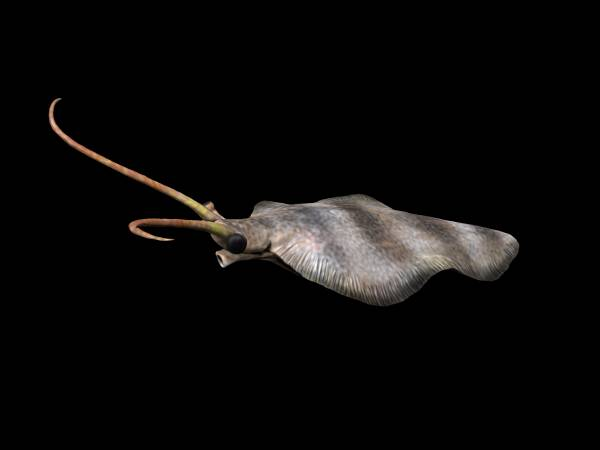
Reconstrução de vida de Nectocaris como um cefalópode

Nectocaris pteryx é uma espécie de possível cefalópode conhecido do "primeiro Cambriano" (Série 2) de xisto de Emu Bay e da biota de Chengjiang, o "Cambriano médio" do Burguess Shale.
Nectocaris era um organismo aquático, predador ou necrófago. Este estilo de vida se reflete em seu nome binomial: nectocaris pteryx significa "natação camarão" (do grego νηκτόν, nekton, que significa "nadador" e καρίς, karis, "camarão"; πτέρυξ, pteryx, significa "asa"). Duas metamorfoses são conhecidas: uma pequena metamorfose, com cerca de 2,5 centímetros de comprimento, e uma grande metamorfose, anatomicamente idêntica, mas cerca de quatro vezes mais longa. 
O táxon ordoviciano intimamente relacionado, Nectocotis, é um segundo gênero, muito parecido com Nectocaris, mas possuindo um elemento esquelético interno. 

## Anatomia
Nectocaris tinha um corpo achatado em forma de pipa com uma barbatana carnuda ao longo de cada lado.  A pequena cabeça tinha dois olhos em espreita, um único par de tentáculos e um funil flexível que se abria para a parte inferior do corpo.  O funil geralmente se afasta da cabeça. Internamente, uma câmara corre ao longo do eixo do corpo, contendo um par de guelras ; as brânquias compreendem lâminas que emergem de um eixo em zigue-zague. Blocos musculares circundavam a cavidade axial e agora são preservados como blocos escuros na lateral do corpo.  As nadadeiras também mostram blocos escuros, com estrias finas sobrepostas. Essas estrias geralmente ficam em alto relevo acima da própria superfície da rocha.

## Diversidade

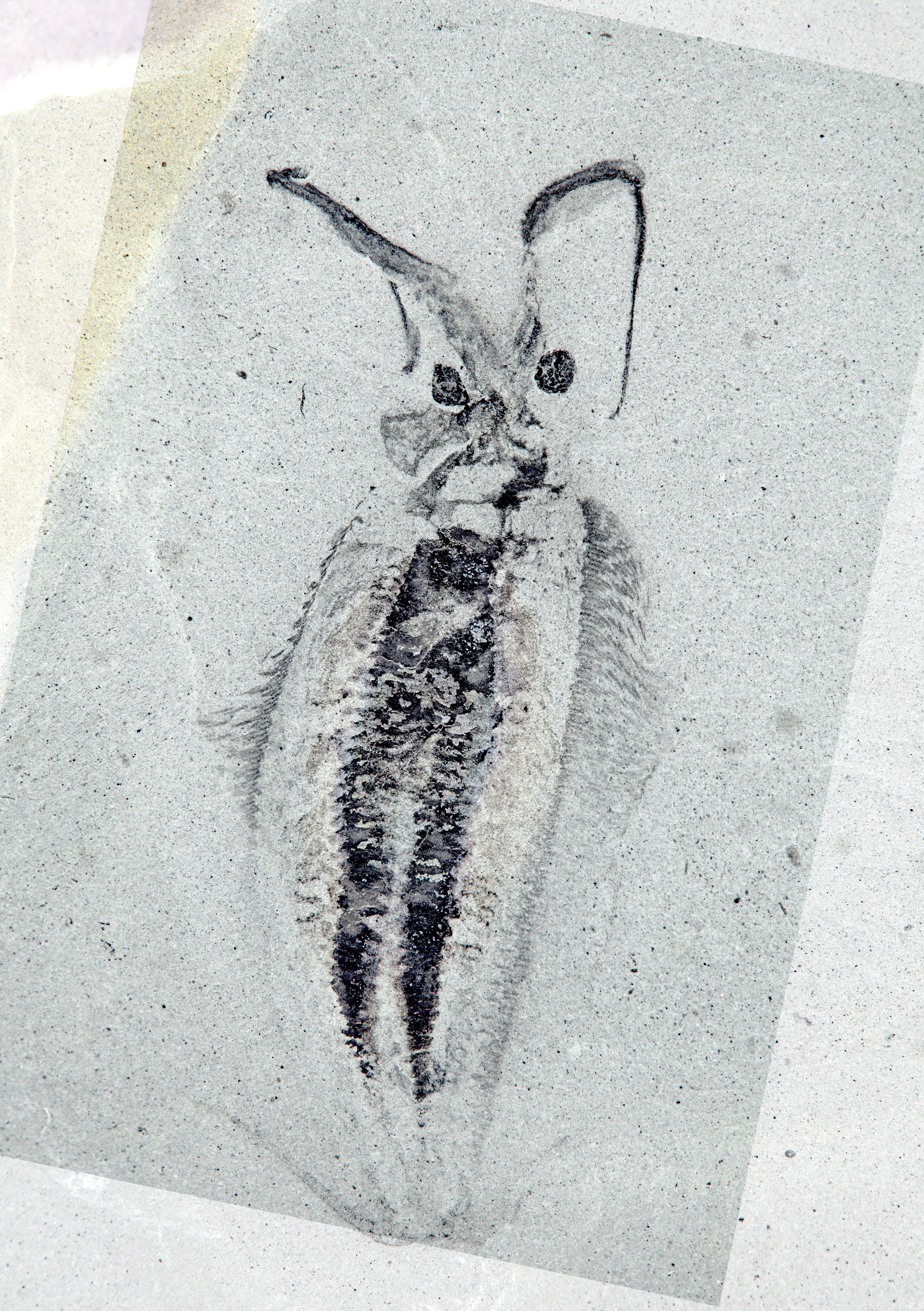
Nectocaris do Burgess Shale. o funil é visível dobrado à esquerda da amostra.

Embora Nectocaris seja conhecido no Canadá, China e Austrália, em rochas que abrangem cerca de 20 milhões de anos, não parece haver muita diversidade. Com exceção do tamanho, todos os espécimes são anatomicamente muito semelhantes. Historicamente, três gêneros foram erigidos para táxons de nectocarídeos de diferentes localidades, mas essas 'espécies' - Petalilium latus e Vetustovermis planus - provavelmente pertencem ao mesmo gênero ou mesmo à mesma espécie de N. pteryx. Dentro de N. pteryx, parece haver dois morfos discretos, um grande (~10 cm de comprimento) e um pequeno (~3 cm de comprimento). Estes talvez representem formas masculinas e femininas separadas.

## Ecologia
A forma incomum do funil de nectocaridídeo levou à sua interpretação como uma probóscide eversível, mas isso é difícil de conciliar com a evidência fóssil. Em vez disso, sua dinâmica de fluidos parece ótima para um papel na propulsão a jato, onde teria mantido um fluxo lento e eficiente de água sobre as grandes guelras internas. Os olhos do Nectocaris teriam uma acuidade visual semelhante à dos modernos Nautilus (se não tivessem lentes) ou lula (se não tivessem).

## Afinidade
A afinidade do Nectocaris tem sido um assunto controverso e alguns cientistas acham que ainda é incerto. O balanço das evidências parece sugerir uma relação com os cefalópodes, seja em uma posição ancestral ou derivada.  A interpretação mais agradável - que não é isenta de problemas - é interpretar algumas das características do Nectocaris como compartilhadas com os primeiros cefalópodes. As características que parecem ser compartilhadas com os coleóides modernos (que evoluíram muito mais tarde) podem então ser atribuídas à convergência - mas talvez usando o mesmo mecanismo genético subjacente que os coleoides modernos fazem hoje.

## História do Estudo
Nectocaris tem uma longa e complicada história de estudos. Charles Doolittle Walcott, o descobridor do Burgess Shale, fotografou o único espécime que coletou na década de 1910, mas nunca teve tempo para investigá-lo mais a fundo. Como tal, não foi até 1976 que Nectocaris foi formalmente descrito, por Simon Conway Morris. 
Como o gênero era originalmente conhecido a partir de um único espécime incompleto e sem contrapartida,  Conway Morris foi incapaz de deduzir sua afinidade. Ele tinha algumas características que lembravam artrópodes, mas poderiam muito bem ter sido derivadas de forma convergente. Suas barbatanas eram muito diferentes das dos artrópodes. 
Trabalhando a partir de fotografias, o paleontólogo italiano Alberto Simonetta acreditava que poderia classificar Nectocaris dentro dos cordados. Ele se concentrou principalmente na morfologia da cauda e da barbatana, interpretando o 'intestino' de Conway Morris como um notocórdio - uma característica de cordas distinta. 
A classificação de Nectocaris foi revisitada em 2010, quando Martin Smith e Jean-Bernard Caron descreveram 91 espécimes adicionais, muitos deles mais bem preservados do que o tipo. Isso permitiu que eles reinterpretassem o Nectocaris como um cefalópode primitivo, com apenas 2 tentáculos em vez dos 8 ou 10 membros dos cefalópodes modernos. A estrutura que os pesquisadores anteriores identificaram como uma carapaça oval ou escudo atrás dos olhos foi sugerida como um funil macio, semelhante aos usados para propulsão pelos cefalópodes modernos. A interpretação atrasaria a origem dos cefalópodes em pelo menos 30 milhões de anos, muito mais perto do primeiro aparecimento de animais complexos, na explosão cambriana, e implicava que - contra a expectativa generalizada - os cefalópodes evoluíram de ancestrais não mineralizados. 

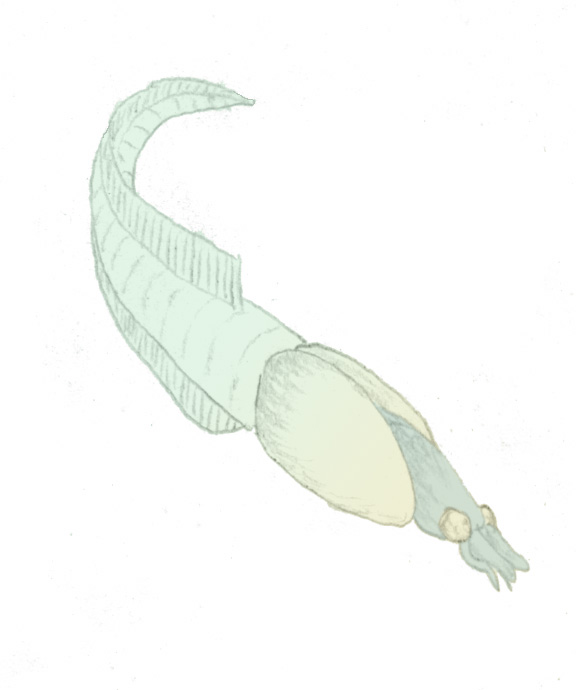
Reconstrução original baseada em um único espécime lateral incompletamente preservado. O autor desta reconstrução, com base no material disponível, considerou Nectocaris portador de artrópodes e feições semelhantes a cordados.

Uma análise posterior alegou minar a interpretação dos cefalópodes, afirmando que não se enquadrava na teoria estabelecida da evolução dos cefalópodes. De acordo com esses autores, Nectocaris é melhor tratado como um membro incertae sedis do grupo de artrópodes Dinocaridida (que inclui os anomalocaridídeos), mas eles pararam de mudar formalmente a classificação.  No entanto, é simples demonstrar que uma afinidade de anomalocaridídeo não é suportada. Outros estudos ainda precisam apresentar uma afinidade mais plausível, e as alternativas para a afinidade do cefalópode são repletas de dificuldades. Se Nectocaris representa um cefalópode derivado ou basal, e se ele pertence ao grupo caule ou coroa, é mais parcimonioso interpretar suas características distintivas como homólogas de seus equivalentes em cefalópodes - mesmo que a ausência de uma concha em Nectocaris seja um recurso independente. 